# Fernando Romeo Lucas García
Fernando Romeo Lucas García (ur. 4 lipca 1924 w Chamelco, zm. 27 maja 2006), polityk gwatemalski, wojskowy, prezydent Gwatemali.
W 1947 rozpoczął służbę w armii. W latach 1958–1963 zasiadał w Kongresie. W 1973 awansował do stopnia generalskiego, pełnił funkcje szefa sztabu oraz ministra obrony. W marcu 1978 z poparciem prawicowego Frontu Jedności Narodowej oraz kończącego kadencję prezydenta Kjella Eugenio Laugeruda García zdobył najwięcej głosów w powszechnych wyborach prezydenckich, ale wobec braku wystarczającej przewagi (ponad 50%) i niskiej frekwencji wybrany został dopiero przez Kongres. Wybory, w których obok Lucasa García uczestniczyli jeszcze dwaj wojskowi, odbyły się w atmosferze wzajemnych oskarżeń o korupcję i oszustwa. Nowy prezydent objął urząd 1 lipca 1978.
Cztery lata prezydentury Lucasa García upłynęły w napiętej atmosferze politycznej, wśród represji i morderstw działaczy opozycji (zginęli m.in. założyciel Partii Socjaldemokratycznej Fuentes Mohr, lider ruchu studenckiego M.O. Castaneda, lewicowy kandydat na prezydenta sędzia G.A. Rodriguez Serrano). 5 września 1980 roku w pobliżu Pałacu Narodowego, w którym mieści się siedziba prezydenta doszło do zamachu, w którym zginęło 7 osób, a dziesiątki zostało rannych.
W marcu 1982 – w okolicznościach podobnych do elekcji sprzed czterech lat – wybrano na nowego prezydenta dotychczasowego ministra obrony A.A. Guevarę, ale nie doszło do przekazania mu władzy. 23 marca 1982 pucz wojskowy odsunął od władzy prezydenta Lucasa García, którego zastąpił emerytowany generał Efraín Ríos Montt.